# 富山県産業創造センター
富山県産業創造センター（とやまけんさんぎょうそうぞうセンター）は、富山県高岡市二塚にある総合コンベンション施設・イベントホール、ならびにインキュベーター支援施設。通称は高岡テクノドーム（たかおかテクノドーム）。施設名と同じ一般財団法人富山県産業創造センターが運営している。

## 概要
1991年2月6日、民間事業者の能力の活用による特定施設の整備の促進に関する臨時措置法（民活法）に基づき開設した。大展示場と10室のインキュベーター室で構成されており、見本市や展示会を通じ産業の創出や支援を目的としている。
建物は円形を組み合わせた形をしており、建設費は約32億円。施設内にはドーム屋根の屋内大展示場、屋外展示場などがあり、国際見本市、物産展示会、新車・中古車の展示販売、シンポジウム、プロレスやプロボクシング、コンサートなどの興行など多岐に渡り利用されている。
富山県は、2023年の完成をめどとして、当施設の増改築の検討を開始した。2020年1月には、現在の駐車場に別館を設け、1,000人程収容の多機能ホールを設ける案を示した。

## 施設
- 1階
  - エントランスホール
  - 大展示場 - 広さ 3,050m2、天井高 18m（最高部）、収容人数 3,500人
    - 1/2での分割使用が可能

  - 会議室 - 2室（A・B）
  - 主催者室・控室 - 2室
  - ラウンジ - 2か所
  - 倉庫 A・B
  - 事務室
- 2階
  - 交流サロン
  - 会議室A - 広さ 144m2
  - 会議室B - 広さ 52m2
  - インキュベーター室 - 10室（5年契約・更新可）
  - ミーティングルーム
  - 商品開発室
  - 放送・調光室
- 屋外
  - 屋外展示場
  - 駐車場 1,000台

- 休館日 なし

## 交通アクセス
- 西日本旅客鉄道（JR西日本）新高岡駅南口より徒歩で約10分。
- 高岡駅古城公園口より加越能バス路線バス、自動車・タクシーで約10分。
- 能越自動車道高岡ICより自動車で約15分。
- 北陸自動車道小杉ICより自動車で約15分。
- 北陸自動車道砺波ICより自動車で約25分。
- 富山きときと空港より自動車で約40分。

## 周辺の主な施設
- 新高岡駅
- 高岡スポーツコア
  - 高岡市サッカー・ラグビー場
  - 高岡市テニス場